# Aporeomyia antennalis
Aporeomyia antennalis är en tvåvingeart som beskrevs av Thomas Pape och Hiroshi Shima 1993. Aporeomyia antennalis ingår i släktet Aporeomyia och familjen parasitflugor.
Artens utbredningsområde är Filippinerna. Inga underarter finns listade i Catalogue of Life.